# اسکات راینیگر
اسکات راینیگر, شاهزاده غور (انگلیسی: Scott Reiniger؛ زادهٔ ۵ سپتامبر ۱۹۴۸، وایت پلاینز، نیویورک) یک هنرپیشه اهل ایالات متحده آمریکا است. وی از سال ۱۹۶۸ میلادی تاکنون مشغول فعالیت بوده‌است. 
از فیلم‌ها یا برنامه‌های تلویزیونی که وی در آن نقش داشته است می‌توان به طلوع مرگ اشاره کرد.